# Andrzej Młodszy
Andrzej Młodszy (zm. jesienią 1426) - książę radoneski z dynastii Rurykowiczów.
Był synem Włodzimierza Chrobrego, księcia borowsko-sierpuchowskiego i moskiewskiego, i Heleny Olgierdówny, księżniczki litewskiej. Poślubił nieznaną z imienia córkę bojara Iwana Wsiewołożskiego. Z tego małżeństwa pochodziła nieznana z imienia córka, żona Wasyla Kosookiego.